# Станко Јовановић
Станко Јовановић (Београд, 1968 — Београд, 22. децембар 2021) био је српски диригент.

## Биографија
Станко Јовановић рођен је у Београду 1968. године. Дипломирао је дириговање 1992. године на Факултету музичке уметности у Београду, у класи професора Јована Шајновића. Наредне године постао је стални хонорарни диригент РТС-а. Током једногодишњег рада у Балету Народног позоришта диригује Делибову Копелију и ради на припремама Лабудовог језера. Од 1996. године стални је диригент Симфонијског оркестра РТС, са којим остварује већи број запажених концерата и снимака (за РТС снимио 7 дискова као диригент и два пијанистичка). Посебно место у његовој каријери заузимају концерти са Лондонским камерним оркестром, Монтреалском филхармонијом, оркестром Торонтске академије, камерним оркестром из Бадена, као и традиционални Новогодишњи концерт у Милану. Од 1999. године ради као шеф диригент Филхармоније младих „Борислав Пашћан“. У Опери и театру Мадленианум дириговао је премијеру опере Две удовице Б. Сметане (2001), Мадам Батерфлај Ђ. Пучинија,Травијату Ђ.Вердија, Пајаце Леонкавала, балет Северну бајку.
Од 2006. године био јее шеф диригент Опере и Театра Мадленианум.
Стални гост диригент Сегединске и Суботичке филхармоније. Диригент и пијаниста у многим музичким жанровима (џез, забавна и народна музика)и препознатљив по извођењима премијерних и ретко извођених симфонијских дела.
Као аранжер дугогодишњи је сарадник великих Румунских Националних оркестара.

## Награде
Добитник је студентске Октобарске награде, награде Уједињених нација за Балкан, награде БЕМУС-а за интерпретацију (1999) и за најбољи концерт (2000).